# Higashi-Kōenji (metropolitana di Tokyo)
Higashi-Kōenji (東高円寺駅?, Higashi-Kōenji-eki) è una stazione della metropolitana di Tokyo e si trova nel quartiere di Nakano a Tokyo. Essa serve la linea Marunouchi della Tokyo Metro.

## Stazioni adiacenti
| «                | Servizio         | »                |
| Linea Marunouchi | Linea Marunouchi | Linea Marunouchi |
| ---------------- | ---------------- | ---------------- |
| Shin-Kōenji      | Linea principale | Shin-Nakano      |